# Waldstadt (Karlsruhe)

Localização de Waldstadt na cidade de Karlsruhe

Waldstadt é um bairro de Karlsruhe. Surgiu a partir de 1957 como aglomerado residencial em Hardtwald ao norte do centro da cidade. Tem atualmente cerca de 12.400 moradores.